# Heinz Rutha
Heinz Rutha (20. dubna 1897 Lázně Kundratice – 4. listopadu 1937 Česká Lípa) byl československý politik německé národnosti, představitel Sudetendeutsche Partei.

## Život

### Původ a rodina
Heinz Rutha pocházel z německé rodiny, která žila v okolí severočeské Osečné a Lázně Kundratice (součást dnešní Osečné). Rodina na tomto území žila několik staletí. Ruthův dědeček Josef Rutha (* 1824) pocházel z nedalekého Břevniště, kde se jeho rodina živila mlynářstvím. Ve svých dvaceti letech si pak postavil mlýn v Kundraticích. V roce 1847 se oženil s Karolinou Ullrichovou, příbuznou obecních radních v Osečné a dcerou koželuha Wenzela a Klary Wander, která pocházela z Jablonce nad Nisou. Celkem měli deset dětí, pouze čtyři přežily. Jejich nejstarší syn Adolf Rutha (* 1851) se oženil s dcerou hostinského Marií Storch z Dolní Krupé, což byla obec s převážně německojazyčným obyvatelstvem, ale vzhledem ke kontaktu s česky hovořícími obcemi měli místní nejčastěji smíšenou jazykovou identitu. Její matka Barbora Holasová pocházela z české rodiny.
První manželka otce Heinze Ruthy Adolfa však v březnu 1888, týden po svém třetím porodu zemřela. Podruhé se oženil s mladší sestrou své první ženy Anastasií, od níž byl 18 let starší. Heinz Rutha se jako jejich první dítě narodil dne 20. dubna 1897, jeho sestra Margarete/Gretel se narodila v březnu 1903. V té době již jejich otec kromě mlynářství vlastnil také pilu, v Osečné provozoval záložnu, nakonec se stal ředitelem kundratických bahenních lázní.

### Studia
V době, kdy Heinz Rutha v roce 1907 nastoupil do pátého a závěrečného ročníku obecné školy v Osečné, se již v této oblasti několik let projevovalo národnostní smýšlení, Češi byli vnímáni negativně i kvůli českému nacionalismu. Ruthův otec sice také sdílel německé národovecké smýšlení a v domácnosti Ruthů se mluvilo pouze německy, zejména kvůli rodinnému původu matky Anastasie byl nakonec na podzim 1908 Heinz Rutha na rok poslán do české školy v Mnichově Hradišti, které bylo českým městem. Tato tradice výměnných pobytů byla dle životopisce a historika Marka Cornwalla „příklad tradičních proměnlivých kontaktů mezi oběma národnostmi na lidové úrovni, které prorážely stále vyhrocenější národoveckou rétoriku německých a českých aktivistů z přelomu století.“ Během pobytu žil Heinz Rutha u správce místního zámku. Zpětně na období strávené v Mnichově Hradišti vzpomínal negativně, prostředí na něj působilo cize a chladně. Tento pobyt v něm také patrně posílil národovecký světonázor a národnostní nesnášenlivost, kterou pomáhala překonávat jen láska k matce.
V létě 1909 se Heinz Rutha přestěhoval do Prahy, kde nastoupil na německou reálku III. Deutsche Staatsrealschule v Jindřišské ulici. Tu téměř z poloviny tvořili místní židovští studenti. Rutha bydlel v bytě svého nevlastního bratra Richarda v ulici U Kanálky (Kanalgasse) na Vinohradech. V této čtvrti tvořilo německé obyvatelstvo v roce 1910 asi 9 %. Ve škole se Rutha učil mj. francouzsky, dále přírodní vědy, matematiku nebo zeměpis, také češtinu, ve které vynikal. V obou ročnících, které v Praze strávil, prospěl s vyznamenáním. Poté přestoupil na reálku v České Lípě. Zpětně o svém pobytu v Praze příliš nehovořil a pohled na něj je tedy neznámý. V České Lípě, tehdy Böhmisch Leipa,  oproti Praze tvořili většinu populace Němci. Rutha zde studoval od léta 1911 do července 1916, pokaždé prospěl s vyznamenáním. Školu zasáhl průběh první světové války, postupně narukovali jednotliví učitelé (např. Ruthův třídní učitel padl ve válce na Balkáně) a také studenti, konkrétně poslední ročník Ruthovy třídy tvořilo jen šest žáků. Válka zároveň podpořila vlastenecké smýšlení, které projevovalo i ve škole.

### Kariéra
Vystudoval obchodní akademii v Praze. Bojoval v první světové válce. Od roku 1912 aktivně působil v hnutí Wandervogel, v roce 1928 byl jedním ze spoluzakladatelů sudetoněmeckého Kameradschaftsbundu. Od roku 1933 byl jedním z hlavních představitelů Sudetendeutsche Partei a blízkým spolupracovníkem Konrada Henleina. V roce 1937 byl obviněn z homosexuality a ve vězení spáchal sebevraždu.